# La Bauche
La Bauche település Franciaországban, Savoie megyében. Lakosainak száma 541 fő (2022. január 1.). La Bauche Attignat-Oncin, Saint-Franc, Saint-Jean-de-Couz, Saint-Pierre-de-Genebroz, Saint-Thibaud-de-Couz és Saint-Christophe községekkel határos.

## Népesség
A település népességének változása:
| Lakosok száma | 523  | 512  | 505  | 499  | 494  | 510  | 525  | 541  |
|               | 2013 | 2015 | 2017 | 2018 | 2019 | 2020 | 2021 | 2022 |